# 何塞·路易斯·奇拉维特
何塞‧路易斯‧奇拉维特（José Luis Félix Chilavert González，1965年7月27日—），巴拉圭職業足球員，世界知名的足球守門員，現已退役。
奇拉维特早年在阿根廷聯賽成名，曾效力過西班牙球會薩拉戈薩，1991年返回阿根廷效力沙士菲。很多人對芝拉華特除了是撲球能力外，還有是他的罰球絕技。
職業生涯中一共射入67球，全部都是定位球，有比其他守門員極佳的腳下功夫，曾經在一場比賽中踢進距離球門長達60米的驚天吊射，也曾在自家球門前用帶球技巧戲耍對手，他的長傳也堪稱一絕，時常幫助球隊發起進攻。
他曾代表巴拉圭國家隊出戰1998年和2002年世界盃，憑他的坐鎮令巴拉圭擁有出色的防守。而他在國際賽亦有8個入球。
芝拉華特除了其出色的球技外，其場內場外的火爆脾气眾所周知。事實上他曾有多次與球员、球證爭執的紀錄，常都被罰停賽。故一直以來他主要都是效力阿根廷聯賽球會，曾有利物浦，曼联等欧洲球会求购，但最终都在价钱上未能达成一致。2003年他宣佈退出國家隊，2004年宣佈退役。

## 榮譽

### 俱樂部

#### 瓜拉尼足球俱樂部
- 巴拉圭甲級聯賽：1984年

#### 沙士菲足球俱樂部
- 南美春季聯賽：1995年
- 阿根廷足球甲級聯賽：1993年，1996年，1998年
- 南美解放者盃：1994年
- 洲際盃：1994年
- 南美超級球會盃：1996年
- 南美優勝者盃：1997年

#### 斯特拉斯堡競賽會
- 法國盃：2001年

#### 彭拿路足球俱樂部
- 烏拉圭甲級聯賽：2003年

### 個人
- 1995、1997、1998年世界最佳门将（注：当时国际足联授权IFFHS评选）
- 1996年阿根廷足球先生、南美足球先生
- 1998年世界杯最佳阵容
- 1994到1999年一直入选南美最佳阵容
- 1999年阿根廷联赛萨斯菲尔德对阵费罗卡里尔时完成门将“帽子戏法”
- 20世纪最佳门将第6名（国际足球历史和统计联合会）
- 20世纪最伟大的100名足球运动员（世界足球评选）
- 20世纪南美最佳门将（国际足联评选）